# 川田村 (茨城県)
川田村（かわたむら）は茨城県那珂郡にかつて存在した村である。

## 地理
- 現在のひたちなか市、旧勝田市の西部に位置する。
- 村は那珂川の北岸に位置する。

## 歴史

### 村域の変遷
- 1889年（明治22年）4月1日 - 町村制施行により、堀口村・市毛村・枝川村・津田村が合併し那珂郡川田村が発足。
- 1940年（昭和15年）4月29日 - 勝田村・中野村と合併し勝田町が発足。同日川田村廃止。
- 1957年（昭和32年） - 旧村域の一部（津田の一部）那珂町に編入。
- 1970年（昭和45年） - 旧村域の一部（津田・枝川の各一部）が水戸市に編入。

変遷表
| 1868年 以前 | 1868年 以前   | 明治22年 4月1日 | 昭和15年 4月29日 | 昭和32年 | 昭和45年     | 平成6年 11月1日 | 平成17年 1月21日 | 現在         |
| ----------- | ------------- | --------------- | ---------------- | -------- | ------------ | --------------- | ---------------- | ------------ |
|             | 堀口村        | 川田村          | 勝田市           | 勝田市   | 勝田市       | ひたちなか市    | ひたちなか市     | ひたちなか市 |
|             | 枝川村        | 川田村          | 勝田市           | 勝田市   | 勝田市       | ひたちなか市    | ひたちなか市     | ひたちなか市 |
|             | 水戸市 に編入 | 川田村          | 勝田市           | 勝田市   | 水戸市       | 水戸市          | 水戸市           |              |
|             | 水戸市 に編入 | 川田村          | 勝田市           | 勝田市   | 水戸市       | 水戸市          | 水戸市           | 津田村       |
|             | 那珂町 に編入 | 川田村          | 勝田市           | 那珂町   | 那珂町       | 市制            | 那珂市           |              |
|             | 勝田市        | 川田村          | 勝田市           | 勝田市   | ひたちなか市 | ひたちなか市    | ひたちなか市     |              |
|             | 勝田市        | 川田村          | 勝田市           | 勝田市   | ひたちなか市 | ひたちなか市    | ひたちなか市     | 市毛村       |

## 大字
- 堀口（ほりぐち）
- 市毛（いちげ）
- 枝川（えだかわ）
- 津田（つだ）

## 人口・世帯

### 人口
総数 [単位： 人]
| 1891年（明治24年） | 2,860 |
| 1920年（大正 9年） | 2,319 |
| 1935年（昭和10年） | 2,775 |

### 世帯
総数 [単位： 世帯]
| 1920年（大正 9年） | 450 |
| 1935年（昭和10年） | 526 |

## 交通

### 鉄道
- 日本国有鉄道（ → 東日本旅客鉄道）
  - ■水郡線
    - 常陸青柳駅 - 常陸津田駅

### 道路
枝川はかつて宿場町として栄えた
- 一級国道
  - 国道6号（陸前浜街道）